# Талліннський трамвай
Талліннська трамвайна мережа (Trammiliiklus Tallinnas) — єдина в Естонії трамвайна мережа. У поєднанні із п'ятьма тролейбусними маршрутами чотири трамвайні маршрути загальною протяжністю 39 кілометрів формують основу мережі громадського транспорту в столиці Естонії. Усі маршрути перетинаються на зупинці Хобуяама, котра розташована у центрі міста.
Рухомий склад представлено трамваями типу Tatra KT4 та KTNF6. Другий тип являє собою видозмінені вагони типу KT4, подовжені через додавання низькопідлогової секції.
Трамваї, тролейбуси та автобуси в Таллінні знаходяться в управлінні транспортної компанії Tallinna Linnatranspordi AS. Компанію було засновано 19 липня 2012 року, коли компанія з автобусних перевезень Tallinna Autobussikoondis об'єднана з компанією Tallinna Trammi- ja Trollibussikoondis.

## Історія
Перший міський трамвай (конка) було відкрито 24 серпня 1888 року. Мережу було побудовано з колією шириною 1067 мм (3 фути 6 дюймів). Трамвай ходив головними вулицями міста: Нарвською, Пярнуською та Тартуською (Narva maantee, Pärnu maantee та Tartu maantee), трамвайні вагони було імпортовано з Бельгії. У 1902 році загальна протяжність маршрутів складала 7,24 км.

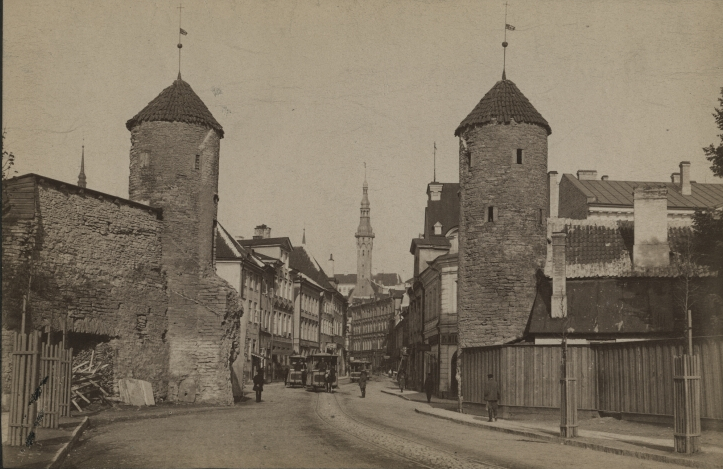
Ворота Віру під час будівництва конки, (1888)

У 1915 році дві місцеві компанії, російсько-балтійська верф та «АС Бльокер і Ко» (AS Blöcker) побудували трамвай на паровій тязі, який був призначений для перевезення робітників з центру міста до верфі, що розташовувалася у кварталі Коплі. Трамвай курсував широкою колією, що також надало можливість перевозити важкі вантажі до порту. Колія була сумісна із російською, а пасажирські вагони були придбані у вживаному стані в Санкт-Петербурзі. Згодом, вагони на паровій тязі було замінено на вагони з ДВЗ.
У 1918 році, під час Першої світової війни, конка припиняла роботу, продовжували працювати лише трамваї на паровій тязі та курсували до Коплі. Тартуський мир 1920 року визначив визнання радянським союзом незалежності Естонії, а 13 травня 1921 року було відновлено решту маршрутів талліннського трамвая. Оскільки трамваї було переобладнано під бензин або гас, потреба у конках зникла. На той час в місті залишалося два вагони конки, й ті були в дуже занедбаному технічному стані.
28 жовтня 1925 року було запроваджено електричний трамвай на лінії по вулиці Нарвській. Вагони живилися постійним струмом напругою 600 В. 6 років потому широку колію на маршруті до Коплі було змінено на капську колію (1067 мм), яка на той час була стандартною. Після цього на лінії, де раніше діяли як парові, так і дизельні трамваї, залишилися лише дизельні вагони.
До 1940 року трамвайну мережу було розширено до 13,4 км включно з лінією колишнього парового трамвая до Коплі. Втім, із початком війни у 1939 році та приєднанням Естонії до СРСР у 1940 році, розвиток трамвая в місті зупинився. Після війни економічне зростання в Естонській РСР відновлювалося дуже повільно, тому лише у 1951 році одноколійну ділянку між Коплі та центром міста було замінено двоколійною, що перетворило її на класичну лінію трамваю, а у 1954 році лінію було сполучено з рештою трамвайної мережі. У 1954 році з'явився проєкт із будівництва трамвайного депо в Вана-Лиуна (Vana-Lõuna), а за рік ділянку на вулиці Тарту було розширено до Юлемісте (Ülemiste). Після цього відбувався лише локальний розвиток мережі.
Після початку електрифікації у 1931 році перший трамвай в Таллінні було зібрано з напівготових частин, імпортованих з Німеччини та Швеції.
1930 року зі Швеції прибув перший вагон-снігоочищувач. До 1940 року в мережі працювали 54 трамвайні вагони, серед котрих 20 були електричними, а 9 далі працювали на дизелі. Інші 28 вагонів були безмоторними причіпними вагонами. Між 1951 та 1964 рр. у талліннському депо було побудовано 15 моторних та 23 причіпних трамвайних вагонів.
У 1955—1964 роках 50 моторних та 50 причіпних вагонів було доставлено з вагонобудівного заводу міста Гота, НДР. Впродовж 1965—1967 років продовжувалося впровадження «трамваїв-гармошок» Gotha G4 на маршрутах Таллінна, які експлуатувалися аж до 1988 року.
Один трамвай Gotha G4 досі працює. Вважають, що це єдиний у світі вагон цього типу, який досі спроможний виходити на лінію. Свого часу трамвай було переобладнано під кафе. Хоча кафе згодом припинило роботу, внутрішнє облаштування лишили. Трамвай було відремонтовано, названо «Pauliine», наразі його є можливість винаймати для подорожей на замовлення.

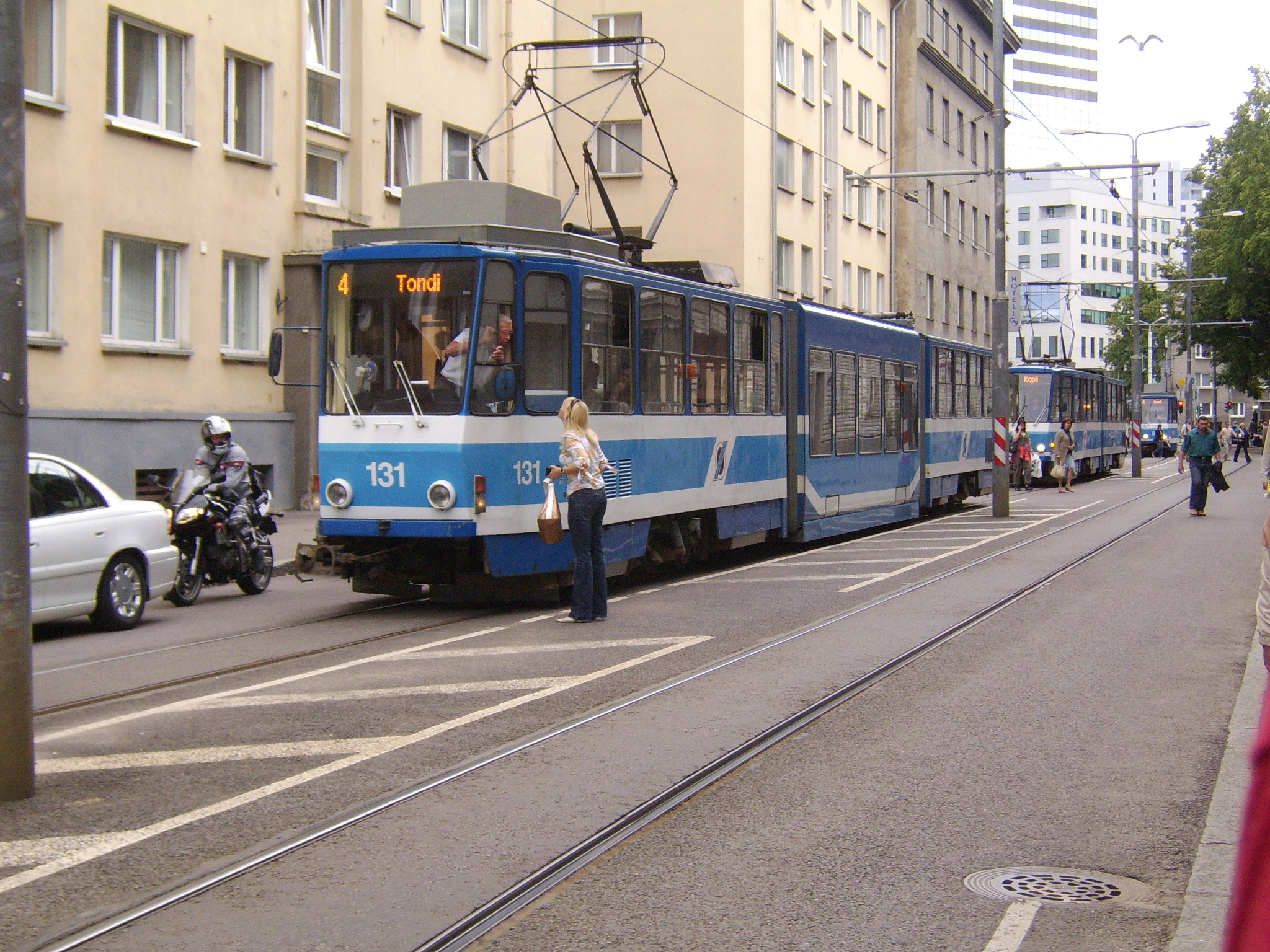
Трамвай Tatra KT6TM з низькопідлоговою вставкою

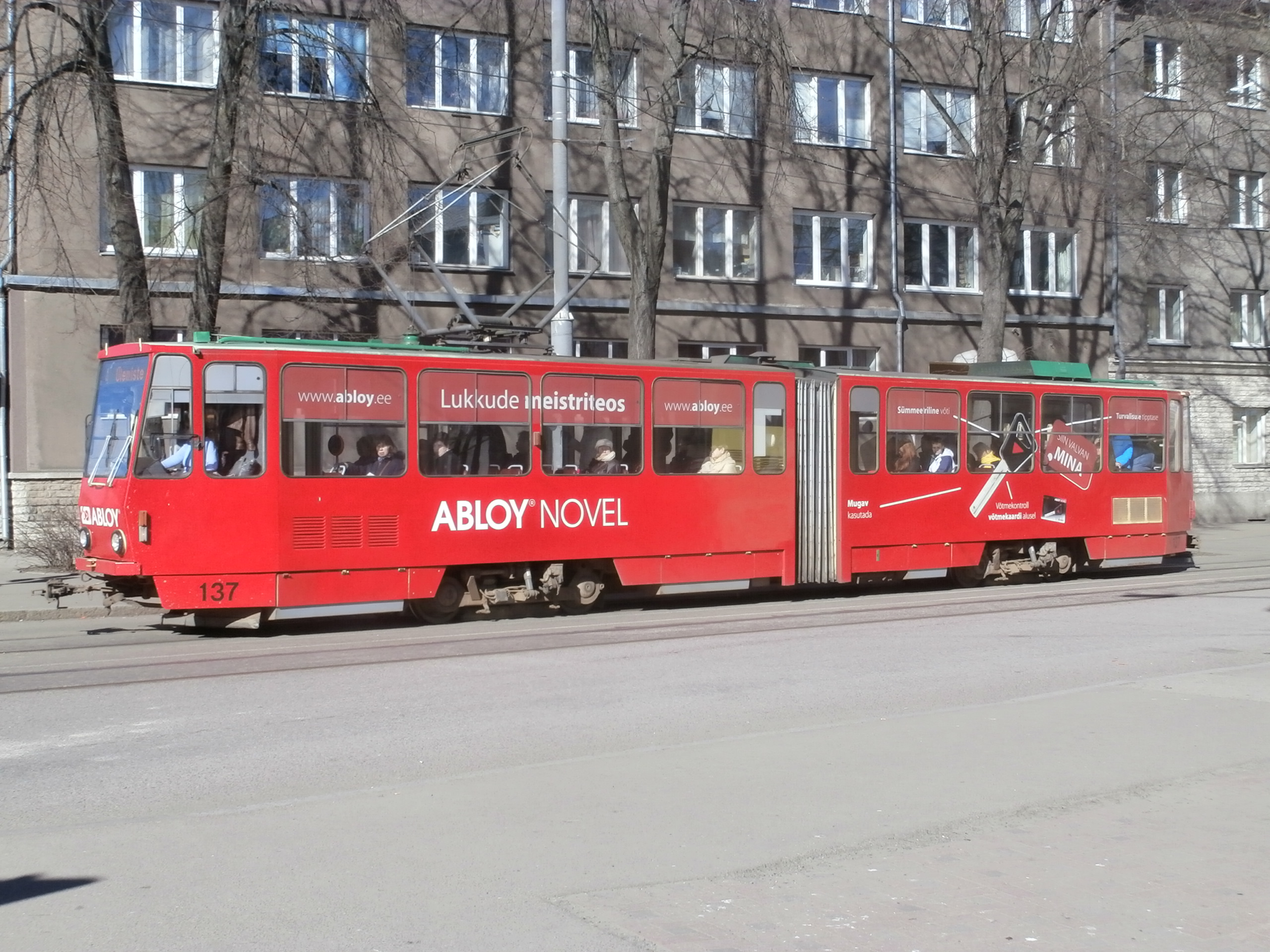
Tatra KT4 уТаллінні (2014)

З 1973 року до Таллінна почалося постачання вагонів із заводу ЧКД Татра у Західній Чехословаччині. До 1990 року 60 вагонів Tatra T4 та 73 вагони Tatra KT4 почали працювати на трамвайних лініях Таллінна.
Після здобуття Естонією незалежності у 1991 році, нові закупки були переважно зосереджені на вживаних вагонах Татра. 13 трамваїв моделі KT4 імпортували з міста Гера, 6 — з Котбуса, 16 — з Ерфурта та один — з Франкфурта-на-Одері. У 2001 році депо почало модифікування вагонів KT4 на KTNF6 шляхом додавання низькопідлогової середньої секції. Хоча двосекційні KT4 зникли з вулиць Таллінна ще наприкінці 2005 року, модифіковані трамваї цього виду були єдиними, котрі працювали на маршрутах Талліннського трамваю, а лишаються основною моделлю й у 2010-х роках.
На початку XXI століття також увагу було приділено покращенню графіку технічного обслуговування, використання більш якісних запчастин, що змогло продовжити експлуатаційний термін трамваїв з 19 до 25–30 років.
Змога придбати трамваї нового покоління для Таллінна з'явилася коли Естонія продала свої квоти на викиди вуглекислого газу Іспанії, котра натомість запропонувала нові ощадливі трамваї. Серед сторін, котрі підписали багатосторонню угоду, був іспанський виробник CAF, а угода передбачала постачання 20 нових низькопідлогових вагонів до 2016 року. Перший трамвай було доставлено наприкінці 2014 року, і до лютого 2015 року він знаходився на випробуванні.

Трамваї CAF Urbos AXL
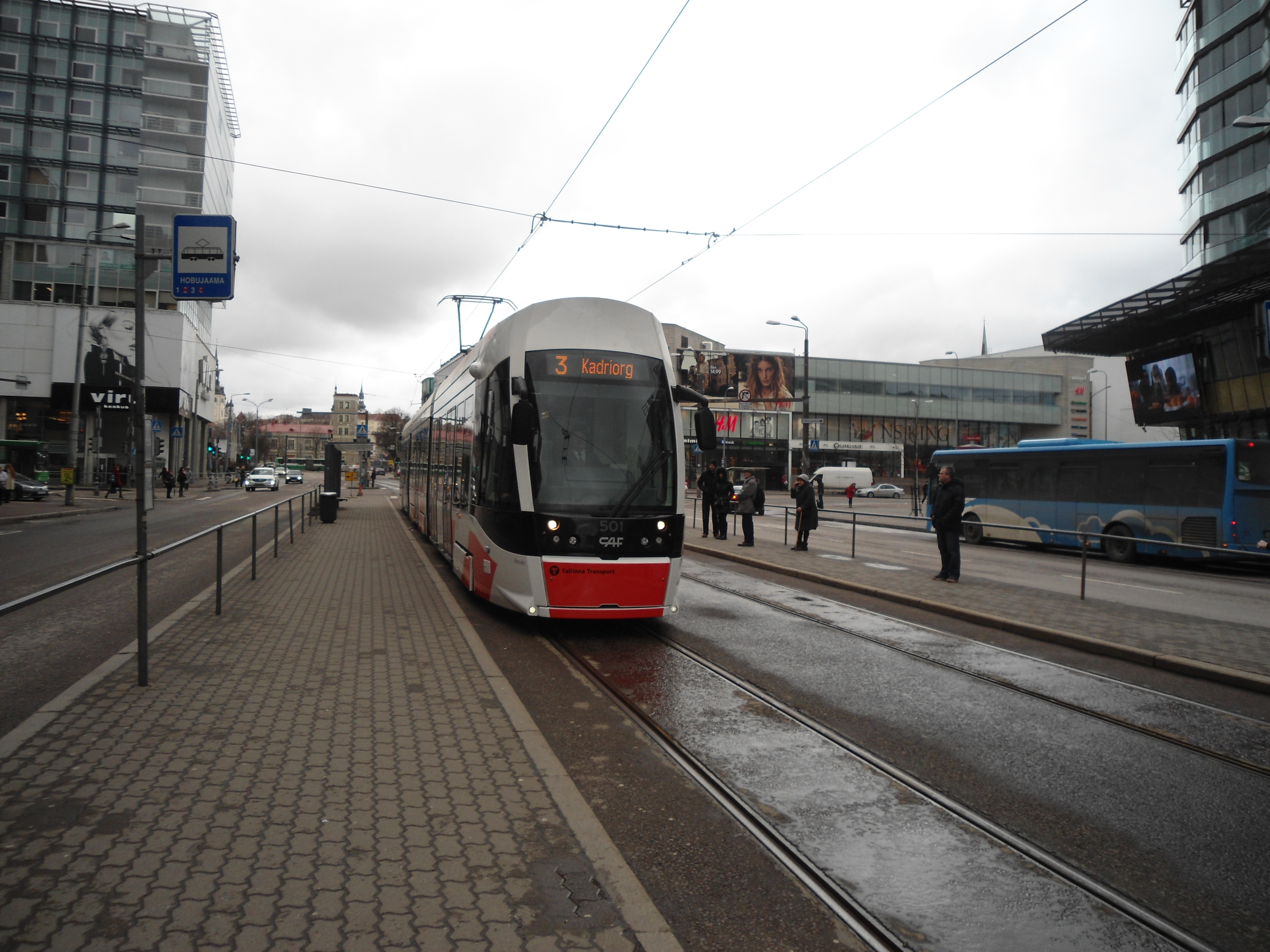
На маршруті № 3
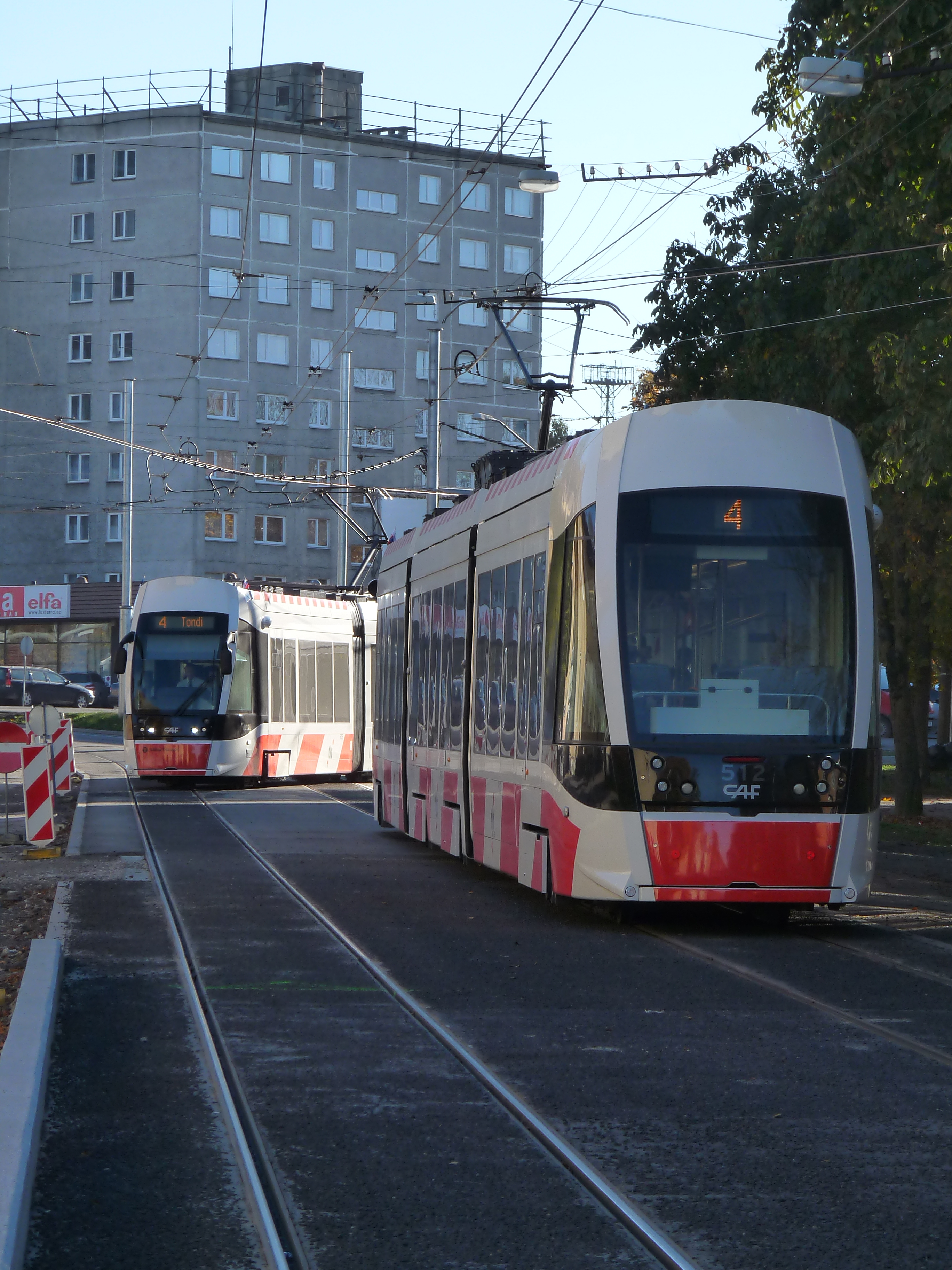
На вулиці Маяка
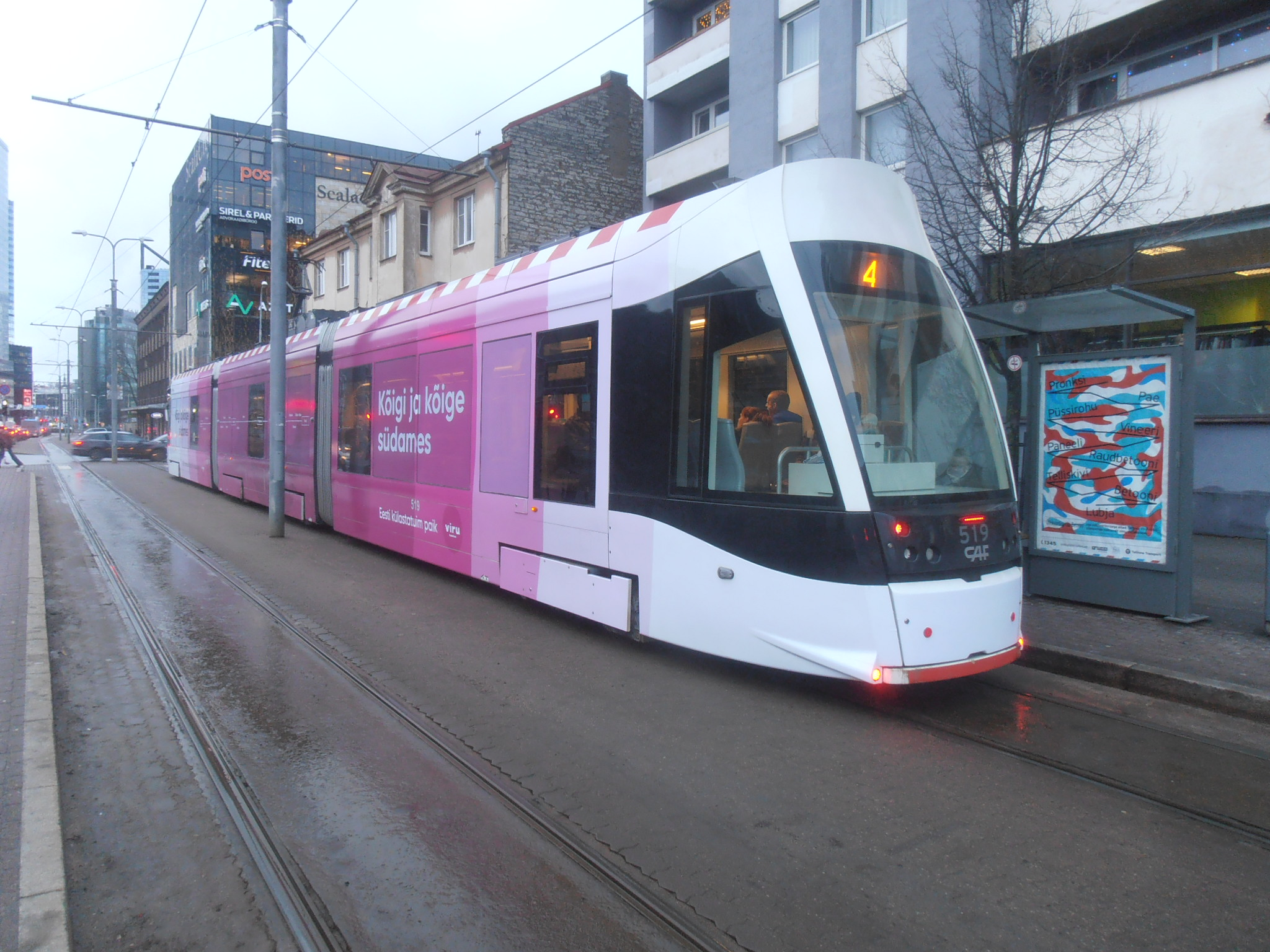
На зупинці «Центральний ринок»
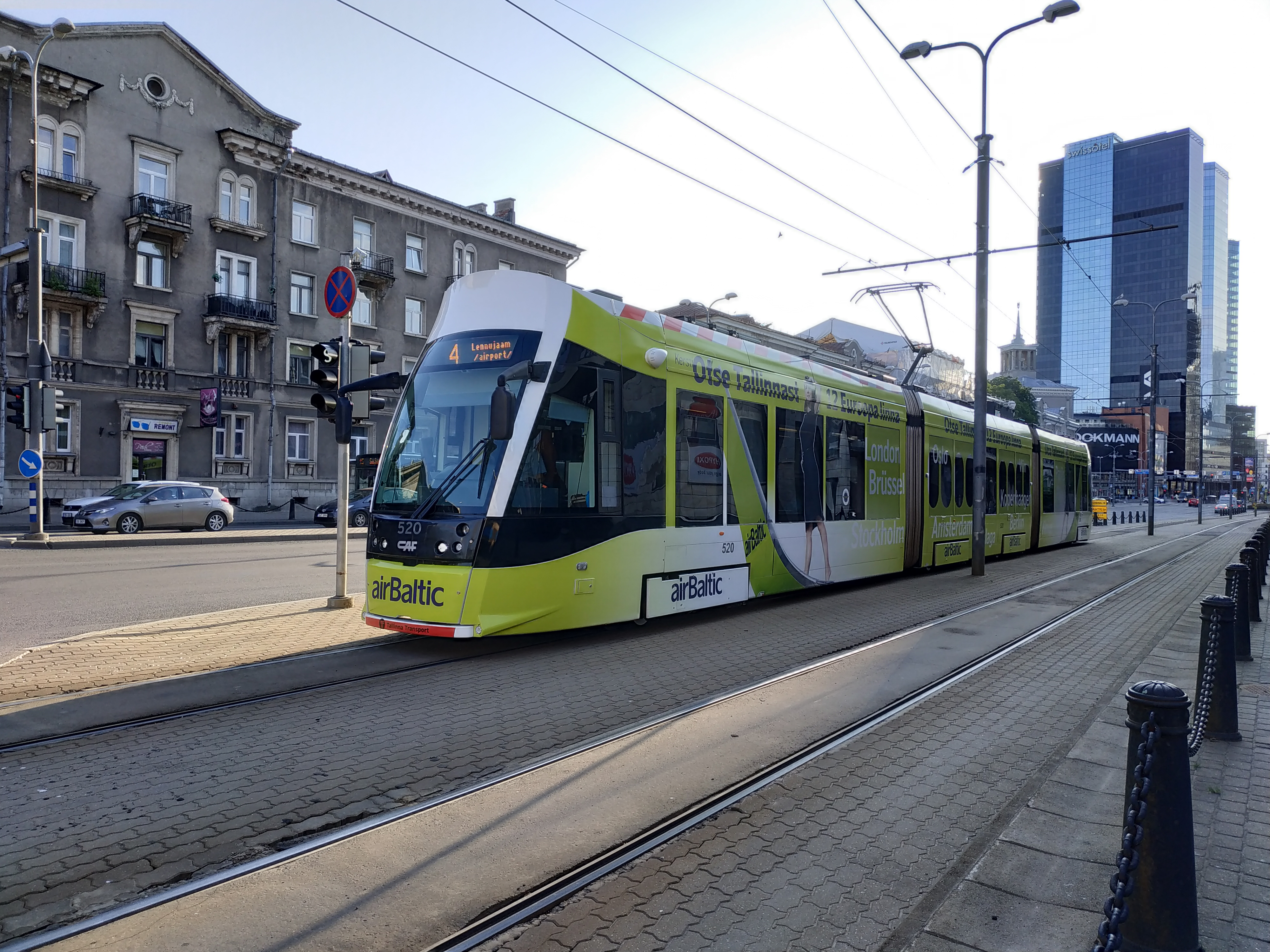
На маршруті № 4

Обговорення перспектив розвитку концентрувалися на можливості скасування деяких автобусних маршрутів завдяки продовженню існуючих трамвайних. Натомість в Талліні у 2010—2016 роках демонтовані  три тролейбусні лінії (№ 2, 6, 7) та замінено їх на автобусні маршрути. Була демонтована контактна мережа вздовж маршрутів № 6 та 7. Хоча трамвайні колії монтуються, подовження ліній трамваю відбувається повільно.
18 січня 2024 року прес-служба мерії Таллінна повідомила про наміри будівництва двох нових трамвайних ліній, які будуть пролягати по вулиці Liivalla та біля паркової зони у районі Pelguranna. Передбачено виділення коштів з фондів Європейського Союзу на запит від Міністерства клімату Естонії. Будівництво нових трамвайних маршрутів обумовлено необхідністю  збільшення кількості користувачів громадського транспорту в столиці та запропонування мешканцям, що живуть, працюють або звертаються за послугами в цих районах, нові транспортні сполучення. Вибір нових трамвайних маршрутів створить альтернативу використанню автомобілей для здійснення повсякденних поїздок. За підрахунками мерії, нові трамвайні лінії потенційно зможуть перевозити до 45 000 пасажирів на день, з яких приблизно 13 000 припаде на частку нових користувачів громадського транспорту. Будівництво передбачено розпочати у 2026 році. 
Станом на травень 2024 року в Таллінні вже будується нова трамвайна лінія  у портовому районі TALLINA SADAAM, яка сполучить портовий термінал Таллінна з мережею транспорта, а також забезпечить прямий зв'язок з аеропортом. Планується, що до кінця 2024 року трамвай поїде до порту.

## Маршрути
У Таллінні діють 4 трамвайних маршрути.
|  |

|  |  |  |

|  |  |  |

|  |  |  |

|  |

|  |  |  |

|  |

|  |

|  |

|  |

|  |

|  |

|  |  |  |

|  |

|  |

|  |

|  |

|  |

|  |

|  |

|  |

|  |  |  |

|  |

|  |  |  |

|  |

|  |  |  |

|  |  |  |

|  |  |  |

|  |  |  |  |

|  |

|  |  |  |

|  |  |  |

|  |  |  |

|  |

|  |  |  |

|  |

|  |

|  |

|  |

|  |

|  |

|  |  |  |

|  |

|  |

|  |

|  |

|  |

|  |

|  |

|  |

|  |  |  |

|  |

|  |  |  |

|  |

|  |  |  |

|  |  |  |

|  |  |  |

|  |  |  |  |

|  |

|  |  |  |

|  |  |  |

|  |  |  |

|  |

|  |  |  |

|  |

|  |

|  |

|  |

|  |

|  |

|  |  |  |

|  |

|  |

|  |

|  |

|  |

|  |

|  |

|  |

|  |  |  |

|  |

|  |  |  |

|  |

|  |  |  |

|  |  |  |

|  |  |  |

|  |  |  |  |

|  |

|  |  |  |

|  |  |  |

|  |  |  |

|  |

|  |  |  |

|  |

|  |

|  |

|  |

|  |

|  |

|  |  |  |

|  |

|  |

|  |

|  |

|  |

|  |

|  |

|  |

|  |  |  |

|  |

|  |  |  |

|  |

|  |  |  |

|  |  |  |

|  |  |  |

|  |  |  |  |

|  |

|  |  |  |

|  |  |  |

|  |  |  |

|  |

|  |  |  |

|  |

|  |

|  |

|  |

|  |

|  |

|  |  |  |

|  |

|  |

|  |

|  |

|  |

|  |

|  |

|  |

|  |  |  |

|  |

|  |  |  |

|  |

|  |

|  |

|  |

|  |

|  |

|  |

|  |  |  |

|  |

|  |

|  |

|  |

|  |  |  |

|  |  |  |

|  |  |  |

|  |

|  |  |  |

|  |

|  |

|  |

|  |

|  |

|  |

|  |  |  |

|  |

|  |

|  |

|  |

|  |

|  |

|  |

|  |

|  |  |  |

|  |

|  |  |  |

|  |

|  |

|  |

|  |

|  |

|  |

|  |

|  |  |  |

|  |

|  |

|  |

|  |

|  |  |  |

|  |  |  |

|  |  |  |

|  |

|  |  |  |

|  |

|  |

|  |

|  |

|  |

|  |

|  |  |  |

|  |

|  |

|  |

|  |

|  |

|  |

|  |

|  |

|  |  |  |

|  |

|  |  |  |

|  |

|  |

|  |

|  |

|  |

|  |

|  |

|  |  |  |

|  |

|  |

|  |

|  |

|  |  |  |

|  |  |  |

|  |  |  |

|  |

|  |  |  |

|  |

|  |

|  |

|  |

|  |

|  |

|  |  |  |

|  |

|  |

|  |

|  |

|  |

|  |

|  |

|  |

|  |  |  |

|  |

|  |  |  |

|  |

|  |

|  |

|  |

|  |

|  |

|  |

|  |  |  |

|  |

|  |

|  |

|  |  |  |

|  |  |  |

|  |  |  |

|  |  |  |

|  |  |  |

|  |  |  |

|  |  |  |

|  |

|  |

|  |

|  |

|  |

|  |  |  |

|  |

|  |  |  |

|  |

|  |  |  |

|  |  |  |

|  |  |  |

|  |  |  |  |

|  |  |  |

|  |  |  |

|  |  |  |

|  |  |  |

|  |  |  |

|  |  |  |

|  |  |  |

|  |

|  |

|  |

|  |

|  |

|  |  |  |

|  |

|  |  |  |

|  |

|  |  |  |

|  |  |  |

|  |  |  |

|  |  |  |  |

|  |  |  |

|  |  |  |

|  |  |  |

|  |  |  |

|  |  |  |

|  |  |  |

|  |  |  |

|  |

|  |

|  |

|  |

|  |

|  |  |  |

|  |

|  |  |  |

|  |

|  |  |  |

|  |  |  |

|  |  |  |

|  |  |  |  |

|  |  |  |

|  |  |  |

|  |  |  |

|  |  |  |

|  |  |  |

|  |  |  |

|  |  |  |

|  |

|  |

|  |

|  |

|  |

|  |  |  |

|  |

|  |  |  |

|  |

|  |  |  |

|  |  |  |

|  |  |  |

|  |  |  |  |

|  |  |  |

|  |  |  |

|  |  |  |

|  |  |  |

|  |  |  |

|  |  |  |

|  |  |  |

|  |

|  |

|  |

|  |

|  |

|  |  |  |

|  |

|  |  |  |

|  |

|  |

|  |

|  |

|  |

|  |

|  |

|  |  |  |

|  |  |  |

|  |  |  |

|  |

|  |

|  |  |  |

|  |  |  |

|  |  |  |

|  |  |  |

|  |  |  |

|  |  |  |

|  |  |  |

|  |

|  |

|  |

|  |

|  |

|  |  |  |

|  |

|  |  |  |

|  |

|  |

|  |

|  |

|  |

|  |

|  |

|  |  |  |

|  |  |  |

|  |  |  |

|  |

|  |

|  |  |  |

|  |  |  |

|  |  |  |

|  |  |  |

|  |  |  |

|  |  |  |

|  |  |  |

|  |

|  |

|  |

|  |

|  |

|  |  |  |

|  |

|  |  |  |

|  |

|  |

|  |

|  |

|  |

|  |

|  |

|  |  |  |

|  |  |  |

|  |  |  |

|  |

|  |

|  |  |  |

|  |  |  |

|  |  |  |

|  |  |  |

|  |  |  |

|  |  |  |

|  |  |  |

|  |

|  |

|  |

|  |

|  |

|  |  |  |

|  |

|  |  |  |

|  |

|  |

|  |

|  |

|  |

|  |

|  |

|  |  |  |

|  |  |  |

|  |  |  |

|  |

|  |

Трамвайний рух за маршрутами починається о 04:53, а останній трамвай заходить у депо — о 00:45.

## Статистичні дані
Максимальна сукупна довжина трамвайної одноколійки (тобто кожен маршрут фактично пораховано двічі) складала 39 км станом на 1990 рік.
Максимальна кількість трамвайних вагонів складала 135 у 1985 році, а до кінця XX століття кількість постійно зменшувалася. Ступінь скорочення на початку XXI ст. прискорився, найшвидше кількість трамваїв зменшувалася в період з 2000 до 2009 рр. з 125 до 85 вагонів. Кількість пасажирів скорочувалася значно швидше: від 105,9 млн пасажирів у 1990 році до 25,2 млн у 2009 році
15 грудня 2014 року до Таллінна надійшли перші з 20 нових трамваїв CAF Urbos AXL

## Депо
У Таллінні два депо: Центральне і Коплі. У центральному розташовані трамвайні ремонтні майстерні, адміністративні будівлі і стоянкові колії. Обслуговує 4 маршрути. У ньому ж розташований музей трамвая. Найменше депо Коплі обслуговує 1-ю та 2-ю лінію, тут також проводяться роботи з обслуговування трамваїв.
- TLT Трамвайне депо Вана-Лиуна (Центральне): Vana — Lõuna tn. 41
- TLT Трамвайне депо Коплі (філія): Kopli tn. 118